# Ԟ

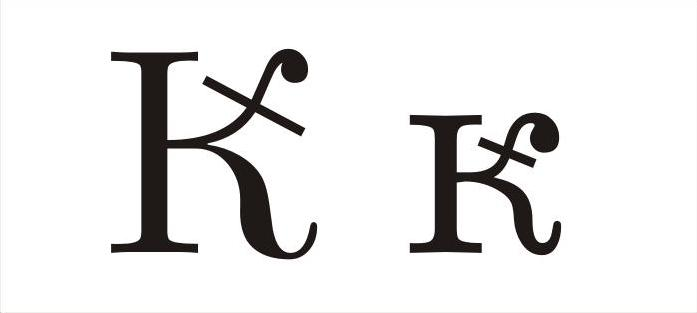
Darstellung des aleutischen K

Das Ԟ (Kleinbuchstabe ԟ; auch aleutisches K genannt) ist ein Buchstabe des kyrillischen Alphabets, der sich vom К ableitet. Er stellt in der aleutischen Sprache den stimmlosen uvularen Plosiv dar. In der lateinischen Transkription wird q oder kh verwendet.

## Zeichenkodierung
| Standard  | Standard    | Majuskel Ԟ                       | Minuskel ԟ                     |
| --------- | ----------- | -------------------------------- | ------------------------------ |
| Unicode   | Codepoint   | U+051E                           | U+051F                         |
| Unicode   | Name        | CYRILLIC CAPITAL LETTER ALEUT KA | CYRILLIC SMALL LETTER ALEUT KA |
| UTF-8     | UTF-8       | D4 9E                            | D4 9F                          |
| XML/XHTML | dezimal     | &#1310;                          | &#1311;                        |
| XML/XHTML | hexadezimal | &#x051E;                         | &#x051F;                       |